# Décès en 1154
Décès
- 1150
- 1151
- 1152
- 1153
- 1154
- 1155
- 1156
- 1157
- 1158

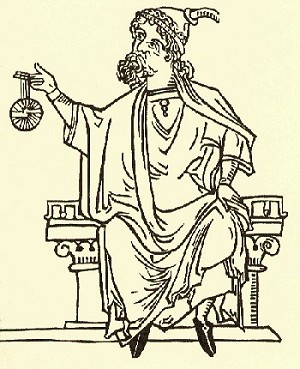
Herman le Dalmate, mort en 1154.

Cette page dresse une liste de personnalités mortes au cours de l'année 1154 :
- 2 février : Viatcheslav Ier, ou Viatcheslav Vladimirovitch , Grand-prince du Rus' de Kiev de la dynastie des Riourikides.
- 26 février : Roger II, roi de Sicile.
- 26 mai : Lambert de Vence, évêque de Vence.
- 8 juin : Guillaume FitzHerbert, archevêque d'York.
- 28 juin : Armengol VI d'Urgell, dit el Castellano (le Castillan), comte d'Urgell.
- 17 août : Eustache IV de Boulogne, comte de Boulogne.
- 25 octobre : Étienne de Blois, lord d'Eye et de Lancaster (en Angleterre), comte de Mortain (en Normandie) puis comte de Boulogne par mariage et roi d'Angleterre.
- 13 novembre : Iziaslav II, ou Iziaslav Mstislavitch, dit Iziaslav II de Kiev, Grand-prince du Rus' de Kiev de la dynastie des Riourikides.
- 3 décembre : Anastase IV, pape.

- Adélaïde de Savoie, reine des Francs.
- Emich de Wurtemberg, seigneur de Wurtemberg.
- Faidiva de Toulouse, comtesse de Savoie.
- Guiscarde de Béarn, vicomtesse de Béarn.
- Herman le Dalmate, ou Herman de Carinthie, érudit, élève de l’école de Chartres, philologue, philosophe, astronome, astrologue, mathématicien, traducteur et auteur.
- Hiyya al-Daudi, rabbin sépharade, compositeur et poète andalou.
- Saint Vulfric, prêtre et ermite anglais.
- Az-Zafir, 12e calife Fatimide et le 22e imam Hafizzi.

## Crédit d'auteurs
- Cet article est partiellement ou en totalité issu de l'article intitulé « 1154 » (voir la liste des auteurs).